# Milivoj Veličković
Milivoj Veličković Perat (1937 - 2024), nevropsihiater in razvojni nevrolog. 

### Biografija
Rodil se je 03.06.1937. 
Leta 1963 je diplomiral je na Medicinski fakulteti Univerze v Ljubljani ter nato specializiral  iz  neuro-psihiatrije in razvojne nevrologije.

Svoj podiplomski študij je zaključil pri Prof. Heinz Prechtl na Institute of Developmental Neurology v Groningenu na Nizozemskem. Z raziskavo o možnih vzrokih za cerebralno paralizo je doktoriral 1983 v Ljubljani.

Od leta 1973 dalje je bil zaposlen na Pediatrični kliniki v Ljubljani. Bil je profesor in predstojnik Oddelka za razvojno nevrologijo in ustanovitelj nacionalnega registra rizičnih otrok in otrok s cerebralno paralizo.
Več kot 40 let je delal na področju razvoja centralnega živčevja in zgodnjih možganskih poškodb, še posebej na področju cerebralne paralize.
Na svojem strokovnem področju je objavil več 100 knjig in člankov s področja medicine, posebej o otroški in razvojni nevrologiji.
Skupaj z ženo Tatjano Dolenc Veličković dr.med., razvojno ortopedinjo, je bil pobudnik za ustanovitev Gorenjskega društva za cerebralno paralizo in Zveze društev za cerebralno paralizo Slovenije

### Strokovne konference in izobraževanja
Organiziral je  številne mednarodne in nacionalne strokovne konference, simpozije, kongrese delavnice in tečaje s podoročja otroške in razvojne nevrologije.
1.	International Congress: New developments in the assessment of early brain damage, its detection and management. Bled, Slovenia, 18 – 22. 9. 1984
2.	International workshop: Recreation for people with cerebral palsy. Ohrid, Macedonia, 9 – 13. 6. 1986
3.	III. Yugoslav Congress of Child Neurology and Psychiatry. Ljubljana, Slovenia, 27 – 30. 5. 1987
4.	II. Congress of perinatal medicine Alpe-Adria. Portorose, Slovenia, 28 – 29. 10. 1988
5.	International Symposium: Mini-OPiON: Hyiperkinetic Syndrome. Ljubljana, Slovenia, 9 – 10. 3. 1990
6.	International Symposium on NDT-Bobath approache. Novigrad, Croatia, 8. 9. 1990
7.	International workshop-Cerebral palsy of today and tomorrow. Brioni, Croatia, 16 – 20. 9. 1990
8.	The International Congress on Optimality Concept in Developmental Neurology. Bled, Slovenia, 21 – 24. 6. 1992
9.	International Congress: Cerebral Palsy of Today. Ljubljana, Slovenia, 19 – 21. 9. 1993
10.	The Mediterranean Meeting of Child Neurology. Portorose, Slovenia, 21 – 24.10. 1995
11.	The First World Congress of the NDT Concept. Ljubljana, Slovenia, 13 – 16. 6. 1997
12.	Pre-Congress Satellite Symposium: Rett Syndrome. Bled, Slovenia, 11 – 12. 9. 1998
13.	VIII. ICNA Congress. Ljubljana, Slovenia, 13 – 17. 9. 1998
14.	Post plenary Session: Epilepsy in Cerebral Palsy at 23rd International Epilepsy Congress. Prague, Czech Republic, 12 – 17. 9. 1999
15.	International Symposium on Orthopaedic approaches for Cerebral palsy in the Context of NDT. Ljubljana, Slovenia, 5. 4. 2000
16.	5th International Congress on Cerebral Palsy. Bled, Slovenia, 7 – 10. 6. 2001
17.	Mediterranean Meeting of Child Neurology. Dubrovnik, Croatia, 29 – 31. 5. 2003
18.	International symposium: 30 years of NDT in Slovenia, Ljubljana, 19 - 20. 9. 2003
19.	6th International Congress on Cerebral Palsy. Bled, Slovenia, 24 – 26. 4. 2006
20.	7th International Congress on Cerebral Palsy, Bled, Slovenia, 24 - 26. 4. 2008
21.	8th International Congress on Cerebral Palsy. Bled, Slovenia, 1- 4. 9. 2010
22.	Mediterranean Meeting of Child Neurology, Piran, Slovenia, 21. -24. 9. 2011
23.	2nd International Congress of NDT-Bobath. Ljubljana, Slovenia, 27 – 28. 1. 2012
24.	1st Pan-Slavic Congress of Child Neurology. Bled, Slovenia, 5 – 8. 9. 2012
Organiziral je 43 nacionalnih in mednarodnih izobraževalnih tečajev za nevrorazvojno terapijo.

### Članstvo v mednarodnih organizacijah
Je član redakcijskih odborov naslednjih revij 
1.	Brain & Development
2.	Chinese Journal of Contemporary Pediatrics
3.	Journal of  Child Neurology
4.	Iranian Journal of Child Neurology
5.	Journal of Neurological Disorders
Je častni član
1.	PANDA - The Paediatric Neurology and Development Association of Southern Africa, Since 1997
2.	Slovene Medical Society, Section of Child neurology and psychiatry, Since 1997
3.	Iranian Child Neurology Society, Since 1999
4.	The European Bobath Tutors Association, Since 2002
5.	The Danish Society for Cerebral Palsy Award 2003

### Priznanja
Leta 2017 je postal častni meščan Mestne občine Kranj